# Меккенбах (Кирн)
Меккенбах (нем. Meckenbach) — община в Германии, в земле Рейнланд-Пфальц.
Входит в состав района Бад-Кройцнах. Подчиняется управлению Кирн-Ланд. Население составляет 406 человек (на 31 декабря 2010 года). Занимает площадь 6,96 км².